# پروژه جهانی اقلیم و انرژی
پروژه جهانی آب و هوا و انرژی (GCEP) در دانشگاه استنفورد، «به دنبال راه‌حل‌های جدیدی برای یکی از چالش‌های بزرگ این قرن است: تأمین انرژی برای برآوردن نیازهای متغیر جمعیت رو به رشد جهان به گونه‌ای که از محیط زیست محافظت شود.»
GCEP که از دسامبر ۲۰۰۲ آغاز شد، یک پروژه تحقیقاتی ۱۰ ساله با بودجه ۲۲۵ میلیون دلار است که با هدف توسعه فناوری‌های جدید انرژی آغاز شده است. این فناوری‌های جدید انرژی شامل حوزه‌های مورد علاقه‌ای مانند انرژی‌های تجدیدپذیر، جذب و ذخیره‌سازی CO2، ذخیره‌سازی هیدروژن و الکتروکاتالیز می‌شوند. این طرح از حمایت چهار شرکت بزرگ - اکسان‌موبیل، جنرال الکتریک، شلومبرژه و تویوتا برخوردار است. تحت عنوان «چالش بزرگ»، این گزارش به نیاز مرتبط با گرمایش جهانی برای کاهش انتشار گازهای گلخانه‌ای از طریق توسعه انرژی در آینده اشاره می‌کند.

## اهداف هدفمند
1. شناسایی فرصت‌های تحقیقاتی امیدوارکننده برای فناوری‌های انرژی با انتشار کم و راندمان بالا.
2. موانع کاربرد گسترده‌تر این فناوری‌های جدید در پروژه را شناسایی کنید.
3. انجام تحقیقات بنیادی در زمینه فناوری‌هایی که به غلبه بر این موانع کمک کرده و زمینه را برای کاربردهای در مقیاس بزرگ فراهم می‌کنند.

۴. نتایج تحقیقات را با مخاطبان گسترده‌ای، از جمله جامعه علمی و مهندسی، رسانه‌ها، کسب‌وکارها، دولت‌ها و کاربران نهایی بالقوه، به اشتراک بگذارید.

## مرور کلی تحقیقات
بیش از ۲۰۰ نفر از اعضای هیئت علمی دانشگاه استنفورد در این برنامه مشارکت دارند. پروژه جهانی آب و هوا و انرژی استنفورد با مشارکت دانشجویان، تکنسین‌ها و سایر افرادی که به‌طور فعال در انجام وظایف خود مشارکت دارند، بر مسائل سنتی مانند انرژی‌های تجدیدپذیر، انرژی فسیلی و هسته‌ای، ذخیره‌سازی انرژی، نوسازی شبکه برق و تأثیرات زیست‌محیطی آن تمرکز دارد. چندین پروژه تحقیقاتی جداگانه در حال انجام است، اما همه آنها هدف مشترکی دارند و آن توسعه فناوری‌های جدید برای حمایت از کاهش گازهای گلخانه‌ای و انتشار کربن است.

## پروژه‌های اعطا شده توسط استنفورد

### سرمایش تابشی شبانه: بهره‌برداری از تاریکی کیهان
دستگاهی ساخته شد که برای استفاده در شب، برق تولید می‌کرد تا گرما را به فضای بیرونی تابش دهد. این پروژه توسط یکی از پروژه‌های برتر استنفورد جایزه گرفت، زیرا تفاوت‌های دمایی زیاد بین زمین و فضا را آشکار و نمایان می‌کرد. این امر باعث می‌شد که نور در شب بدون هیچ گونه ورودی الکتریکی یا فناوری باتری آزاد شود.

### تنظیم الکتروشیمیایی ساختارهای الکترونیکی برای ایجاد الکتروکاتالیست‌های بسیار فعال
این پروژه برای مقابله با کاتالیزورهای فلزی با هزینه کمتر و جداسازی آب به اکسیژن و سوخت‌های هیدروژنی پاک ایجاد شده است. این مطالعه تحقیقاتی با استفاده از لیتیوم برای غنی‌سازی تولید هیدروژن انجام شد. این کار با چندین ماده کاتالیزوری و فیزیک کاربردی انجام شد تا به هدف مشترک تنظیم ساختارهای الکترونیکی به الکتروکاتالیست‌های فعال برسیم.

## نتایج دهمین سالگرد پروژه
پس از گذشت ۱۰ سال، پروژه انرژی اقلیمی جهانی استنفورد به حمایت از ۸۰ برنامه تحقیقاتی در داخل تحقیقات داخلی استنفورد کمک کرده و آن را به ۳۸ برنامه دیگر در سراسر جهان گسترش داده است. یکی از نمونه‌های موفقیت این برنامه، مطالعه‌ای در سال ۲۰۰۷ در مورد فتوسنتز مصنوعی توسط ناتان لوئیس، هری گری و هری آتواتر، دانشمندان دانشگاه کلتک، است که مرکز مشترک فتوسنتز مصنوعی را توسعه دادند. این یک پیشرفت به سوی فناوری سوخت خورشیدی مصنوعی بود. جان هنسی، رئیس دانشگاه استنفورد، گفت: «ما نشستیم و متوجه شدیم که انرژی قرار است به یک موضوع تحقیقاتی واقعاً بزرگ برای دانشگاه تبدیل شود… GCEP آغاز این فرایند بود، استنفورد جایی است که ایده پذیرفتن یک چالش بزرگ نه تنها قابل قبول است، بلکه انتظار می‌رود.»

### اعطای ۹٫۳ میلیون دلار برای تحقیقات نوآورانه در حوزه انرژی
به GCEP یک پروژه تحقیقاتی ۹٫۳ میلیون دلاری در زمینه فناوری‌های مبتنی بر انرژی اعطا شد که قرار است طی شش پروژه تحقیقاتی جدید توسعه یابد. از جمله دانشگاه استنفورد، چهار دانشگاه دیگر در توسعه مثبت این پروژه انرژی مشارکت دارند. سالی بنسون، استاد مهندسی منابع انرژی در دانشگاه استنفورد، گفت: «این شش پروژه، تغییرات بالقوه‌ای هستند که می‌توانند به تغییر سیستم انرژی جهانی ما در آینده کمک کنند.» «